# Elaphria polyporia
Elaphria polyporia är en fjärilsart som beskrevs av Dyar 1919. Elaphria polyporia ingår i släktet Elaphria och familjen nattflyn. Inga underarter finns listade i Catalogue of Life.